# Tiszavalk
Tiszavalk is een plaats (község) en gemeente in het Hongaarse comitaat Borsod-Abaúj-Zemplén. Tiszavalk telt 354 inwoners (2001).